# Deserto di Owyhee

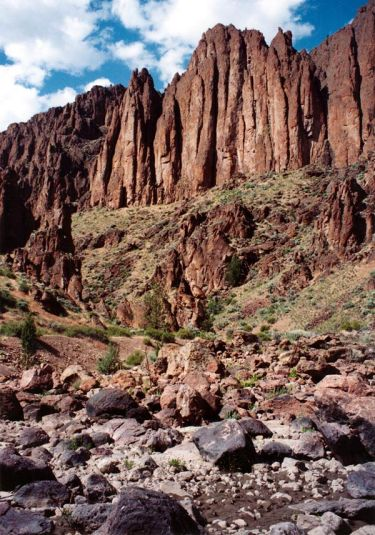
Canyon dell'Owyhee River

Il deserto di Owyhee è un'ecoregione arida situata nella parte nordoccidentale degli Stati Uniti d'America. È attraversato dalla Owyhee Uplands Byway.

## Caratteristiche

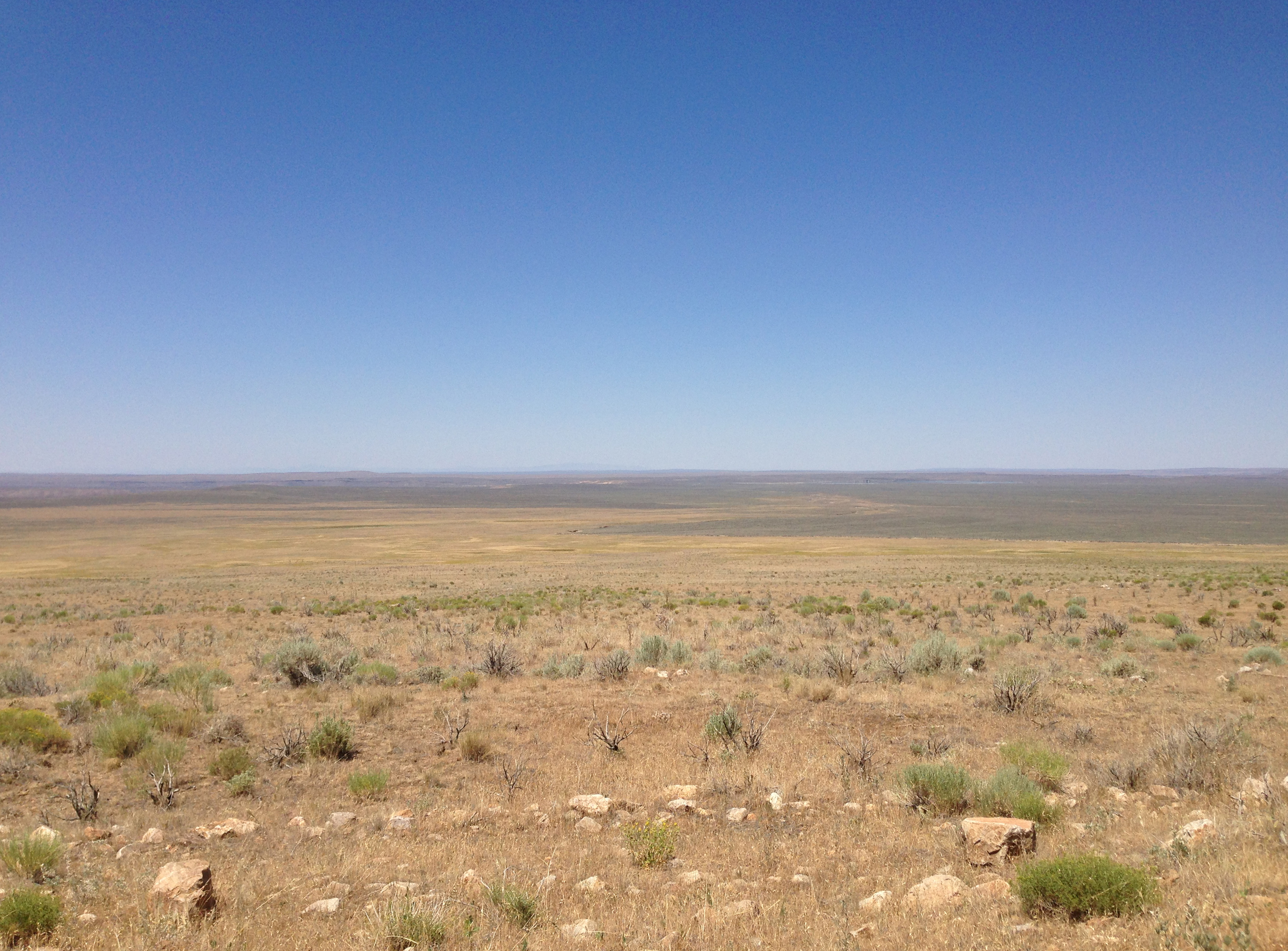
Nel Nevada, il deserto di Owyhee è sostanzialmente piatto e praticamente privo di rilievi.

Il deserto di Owyhee si estende sulla parte settentrionale del Nevada, la parte sudoccidentale dell'Idaho e quella sudorientale dell'Oregon. È situato sul margine meridionale dell'altopiano del Columbia a sudovest della città di Boise, nell'Idaho estendendosi a est dei monti del Santa Rosa Range. La sua elevazione media è di circa 1 600 m.
La regione desertica copre una superficie di 24 280 km² di terreno arido in cui si trovano canyon, rocce vulcaniche, erbe e cespugli tra cui predomina l'artemisia tridentata.
Attraverso il deserto scorrono i piccoli affluenti del Bruneau River e dell'Owyhee River, che a loro volta si gettano nel fiume Snake.
La maggior parte del deserto è di proprietà del governo federale e dato in gestione al Bureau of Land Management. Il terreno viene utilizzato soprattutto dai grandi ranch.